# Passport (bilmærke)
 For alternative betydninger, se Passport (flertydig). (Se også artikler, som begynder med Passport)
Passport var et bilmærke, som eksisterede i årene 1987 til 1991. Det tilhørte General Motors og blev kun markedsført i Canada.
Mærket, som blev solgt gennem Pontiac/Buick/Cadillac-forhandlernettet, lavede kun én model, Passport Optima, som var en omdøbt version af Daewoo Racer, som igen var en af det sydkoreanske Daewoo på licens bygget version af Opel Kadett E.
Passport blev i efteråret 1992 afløst af Asüna.